# Josef Demmel
Josef Demmel (ur. 29 grudnia 1846 w Regenstauf, zm. 11 listopada 1913 w Godesberg) – niemiecki duchowny starokatolicki, biskup Kościoła Starokatolickiego w Niemczech w latach 1906–1913.